# Картон
Картон је врста материјала која се добија од папира и има различите намене. Најчешће се користи за паковање и то у виду картонских кутија, али такође и као корице за књиге и слично. Картони су крући и чвршћи од папира, могу бити различито површински обрађени и састоје се од једног или више слојева.